# 鲖城镇
鲖城镇，是中华人民共和国安徽省阜阳市临泉县下辖的一个乡镇级行政单位。

## 行政区划
鲖城镇下辖以下地区：
同城社区、同阳社区、八里槐村、大涂庄村、杨营村、姚老庄村、李王楼村、大顾庄村、骆马庄村、符庄村和潘寨村。